# 弗萊明島 (佛羅里達州)
弗萊明島（英語：Fleming Island）是位於美國佛羅里達州克萊縣的一個人口普查指定地區。

## 地理
弗萊明島的座標為30°05′03″N 81°43′09″W / 30.08417°N 81.71917°W，而該地最高點為海拔高度7米（即23英尺）。

## 人口
根據2010年美國人口普查的數據，弗萊明島的面積為59.90平方千米，當中陸地面積為41.00平方千米，而水域面積為18.90平方千米。當地共有人口27126人，而人口密度為每平方千米452人。